# Стыка, Таде
Таде́ Сты́ка (Tadé Styka, настоящее имя Тадеуш Стыка, пол. Tadeusz Styka; 12 апреля 1889, Кельце — 11 сентября 1954, Нью-Йорк) — американский художник польского происхождения. Сын Яна Стыки, брат Адама Стыки.
Учился у своего отца, затем в Париже. С 1921 года жил и работал в США.
Известен преимущественно салонными парадными портретами, среди которых, в частности, конный портрет президента Теодора Рузвельта (1909), висящий в Комнате Рузвельта в Белом Доме; Стыка был связан и с президентом Франклином Рузвельтом: в 1934 году он написал портрет его матери, Сары Делано Рузвельт, который она подарила сыну. Среди других известных работ Стыки — портрет киноактрисы Мэрион Дэвис, вызвавший скандал на Венецианской биеннале 1934 года: директор биеннале настаивал на присутствии этого портрета в экспозиции, а куратор американского павильона Джулиана Форс добивалась и добилась его удаления как не соответствовавшего её художественной концепции и не относившегося к американскому искусству в полном смысле слова. Стыка также написал тройной портрет Энрико Карузо, Титта Руффо и Фёдора Шаляпина, выставлявшийся в Париже в 1913 году (нынешнее местонахождение этой работы неизвестно).
Был близок к семье миллионера Уильяма Эндрюса Кларка, давал уроки живописи его младшей дочери Угетте.